# Dove (marka)

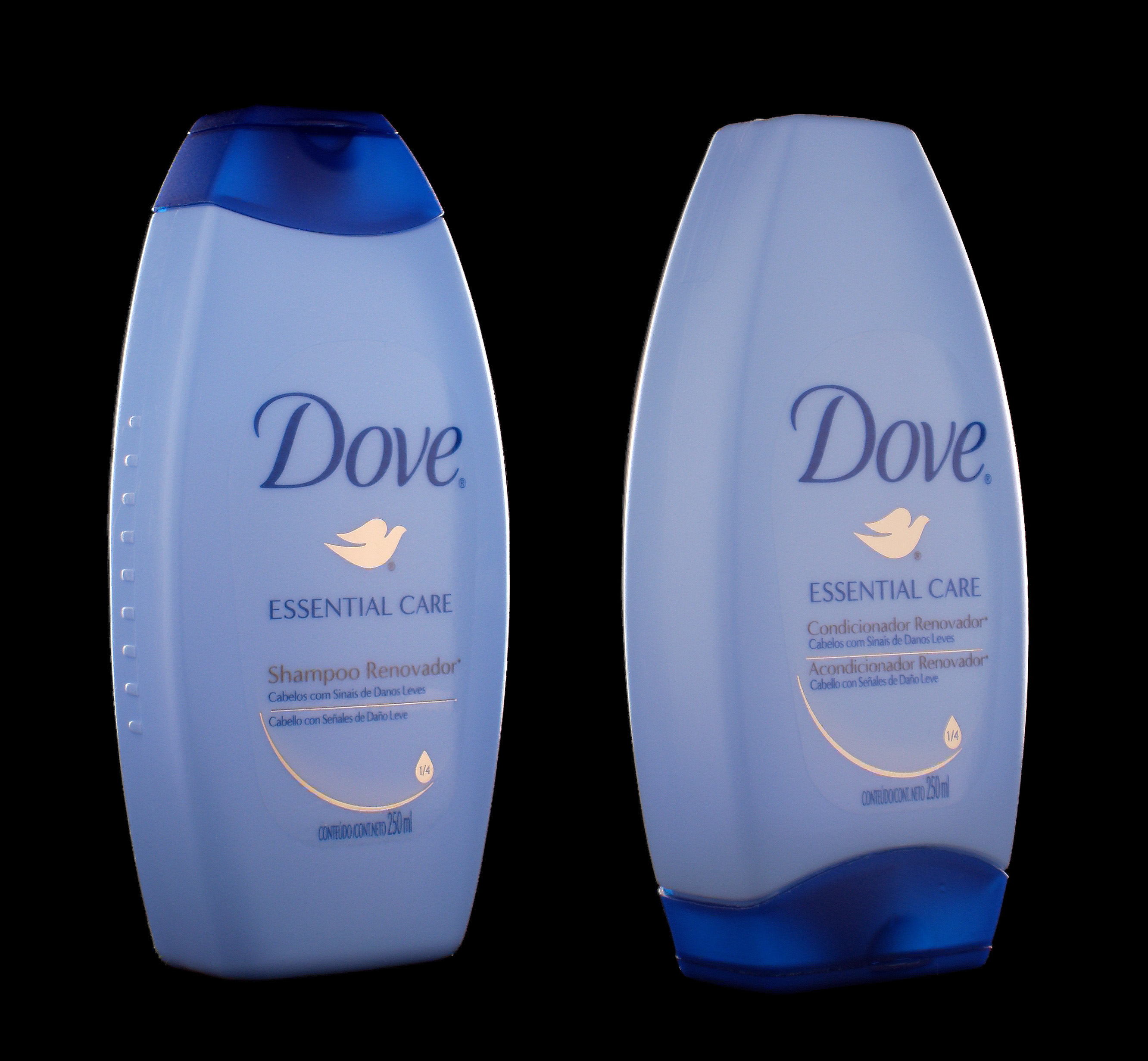
Szampon i odżywka do włosów Dove

Dove – marka produktów kosmetycznych należąca do międzynarodowego koncernu Unilever. 
W skład produktów marki Dove wchodzą: antyperspiranty/dezodoranty, mydła, żele, płyny do kąpieli, balsamy, kremy, szampony, odżywki oraz inne tego typu kosmetyki. Logo Dove składa się z nazwy marki oraz gołębicy, występuje w różnych kombinacjach kolorów. Na większości produktów jest to jednak metaliczny srebrny. Najpopularniejszą, a jednocześnie najlepiej się sprzedającą linii kosmetyków tej firmy jest 'Dove go fresh'. 
Produkty tej marki są wytwarzane w Holandii, Stanach Zjednoczonych, Irlandii, Niemczech, Brazylii oraz w Polsce.

## Historia
Historia podstawowego składnika Dove sięga końca drugiej wojny światowej. W tym czasie w amerykańskich szpitalach przemywano nią poparzoną skórę rannych żołnierzy. W 1956 roku naukowcy ulepszyli tę substancję o kolejne składniki korzystnie wpływające na skórę. Tak powstała nawilżająca skórę kostka myjąca Dove. 
Na rynek amerykański została wprowadzona w 1957 roku, w Europie Zachodniej w latach osiemdziesiątych XX w., natomiast w Polsce kostka myjąca Dove pojawiła się w 1993 roku.